# Barbados en los Juegos Olímpicos de Atlanta 1996
Barbados estuvo representado en los Juegos Olímpicos de Atlanta 1996 por un total de 13 deportistas, 11 hombres y 2 mujeres, que compitieron en 7 deportes.
El portador de la bandera en la ceremonia de apertura fue el atleta Obadele Thompson. El equipo olímpico barbadense no obtuvo ninguna medalla en estos Juegos.